# 遠山元一
遠山 元一（とおやま げんいち、1890年7月21日 - 1972年8月9日）は、埼玉県出身の実業家。日興證券の創業者で初代会長。美術品収集家としても名高い。

## 経歴
埼玉県比企郡三保谷村白井沼（現在の川島町）の豪農の家庭に長男として生まれる。母方も川島町の旧家で、外祖父は比企郡の初代郡長も務めた鈴木庸行。父・義三の放蕩により生家が没落したため、高等小学校卒業後、15歳で上京し、当時内務大臣秘書官をしていた遠縁の水野錬太郎の書生になり、南佐久間町の私塾に通った。父の勧めで16歳で東京日本橋兜町の株屋半田商店に雇われ丁稚奉公をする。5年ほど勤めたのち、病弱のため規模の小さい市村商店や平沢商店に転職した。
病気や没落した一家の先行き不安から、母が通っていた鎌倉メソジスト教会牧師の美山貫一を頼り、プロテスタントの信仰に入る。
1918年に独立し、川島屋商店を設立。1920年、株式会社に改組。満州事変以来の好況にのって事業は大いに発展し、現在の価値で120億円をかけて、1936年に故郷に3000坪の豪邸を建設して生家を再興し、錦を飾る。1938年、川島屋證券会社を創業。1944年、川島屋商店を吸収合併。大日本證券投資取締役を経て、1944年、旧日興證券との合併により社長となる。
1948年に新証券取引法案が連合軍総司令部の承認を受け、同法の運用に当たる証券取引委員会が発足し、委員長に徳田昂平、遠山は理事会議長に就任した。1950年、米国証券界視察のため、山一證券の小池厚之助、野村證券の平山亮太郎、丸万証券の武田正三らとともに渡米。1952年、同社会長に就任。1964年に会長を退くまで戦後日本の証券業界の近代化に尽力し、遠山天皇と呼ばれた。
東京証券取引所理事、経団連評議員・同常任理事、東京商工会議所常任理事、日本証券業協会連合会会長などの要職を歴任。日本棋院理事、日本教育テレビ（現・テレビ朝日）取締役も務め、1964年に日本棋院から大倉賞を受賞。1968年、故郷の豪邸を法人化して財団法人遠山記念館とし、敷地内に美術館を建てて長年にわたる貴重な蒐集美術品を収蔵。1971年に川島町名誉町民となる。1972年、入院中の国立第一病院（現・国際医療研究センター）で心不全により没した。

## エピソード
長男の遠山一行によると、元一はしばしば人に騙されたが、「だまされてもぐずぐずいわずに一歩しりぞき、しかもまたくりかえしだまされた」という。そして或る時、元一からは「自分は今まで人にだまされることはあっても、人をだますことはしなかった。自分に万一のことがあったら、そういう精神だけはうけついでくれ」と言われたという（『遠山一行著作集』第4巻所収「だまされる相場師」p.113（新潮社、1987年）。

## 親族
妹静子の夫は日興証券常務、赤山鉱山社長・山下経治（山下肇の大叔父）、妹てるの夫は野田電機社長・高橋五六、弟の遠山浩三はミッションジュース社長、弟の遠山四郎は東京螺子社長で日本ねじ研究協会初代会長。母方親戚に鈴木聞多。
妻の愛子は原一郎の姉。長男の遠山一行は音楽評論家。次男の遠山信二は指揮者。三男の遠山直道は出版社社長。長女貞子は外交官・吉田健一郎の妻。孫に遠山公一、遠山元道、遠山正道がいる。従兄に遠山証券（のちに日興証券に吸収）創業者の遠山芳三。芳三邸は三菱電機高輪荘（東京都港区）として現存する。従妹の孫に日興証券社員からチョコレート職人に転じた神田光三。